# Metantriol
Metantriol eller ortomyrsyra är en hypotetisk alkohol med tre hydroxylgrupper och är alltså en trevärd alkohol. Föreningen misstänks förekomma som intermediat i reaktioner men har inte kunnat isoleras experimentellt. Estrar av ortomyrsyra, ortoformiater, är stabila.